# Eiaomonarch
De Eiaomonarch (Pomarea fluxa) is een uitgestorven zangvogel  uit de familie Monarchidae (monarchen).

## Verspreiding en leefgebied
Deze soort was endemisch op Eiao, een eiland van de Marquesaseilanden.